# Toshka Lakes
Toshka Lakes är  några nyligen bildade sjöar i Saharaöknen i Egypten.   De ligger i guvernementet al-Wadi al-Jadid, i den södra delen av landet, 800 km söder om huvudstaden Kairo. Sjöarna började bildas i november 1998 av översvämningsvatten från Nilen i samband med stora regn i Etiopien.  Vatten leddes dit från Nassersjön via en konstgjord kanal. Vatten börjar strömma in i kanalen då nivån i Nassersjön överskrider 178 m över havet. Sjöarna som år 2001 var fyra stycken till antalet har därefter inte tillförts något mer vatten utan har börjat torka ut och var år 2012 två stycken till antalet, och täckte endast 20% av sin ursprungliga yta. Sjöarna saknar utlopp till havet.
Toshkasjöarna är en effekt av "New Valley Project" eller Toshkaprojektet som syftar till att utveckla ökenområdet till ett bebott område med konstbevattnat jordbruk. 